# بنو عبد الدار
بنو عبد الدار هم بطن من بطون قريش وفيهم السدانة وهي الحجابة ودار الندوة وهم حملة اللواء في الحرب ومنهم بنو شيبة ومنهم محمد العبدري الحاحي صاحب الرحلة المغربية أو (رحلة العبدري) وهو من المغرب من أهل القرن الثامن الهجري تقريبا.

## نسبهم
هم بنو عبد الدار بن قصي بن كلاب بن مرة بن كعب بن لؤي بن غالب بن فهر بن مالك بن النضر وهو قريش بن كنانة بن خزيمة.

## أعلام من بني عبد الدار
- الصحابي مصعب بن عمير العبدري القرشي.
- الصحابي شيبة بن عثمان العبدري القرشي.
- الصحابية قتيلة بنت الحارث.
- برة بنت عبد العزى جدة نبي الإسلام محمد لأمه.
- النضر بن الحارث.